# Clarence "Gatemouth" Brown
Clarence "Gatemouth" Brown (18 de abril de 1924 - 10 de setembro de 2005) foi um músico estadunidense adepto de vários gêneros musicais, como country, jazz, cajun e R&B, ficou mais conhecido por seu trabalho com blues. Sua carreira também engloba rock and roll, folk, electric blues e Texas blues. Aclamado multi-instrumentalista, tocava guitarra, rabeca, mandolim, viola, harmónica e bateria. Ganhou o Grammy de Best Traditional Blues Album em 1983 pelo disco Alright Again! É considerado um dos mais influentes tocadores de rabeca dos Estados Unidos. As maiores influências musicais de Brown foram Louis Jordan e T-Bone Walker.

## Carreira

### Décadas de 1940 e 1950
Nascido em Vinton, Louisiana, Brown foi criado em Orange, Texas. Sua carreira profissional na música comeliy em 1945, tocando bateria em San Antonio, Texas. Foi apelidado de "Gatemouth" por um professor que dizia que Brown tinha "uma voz de portão". Brown usou isso para tirar vantagem em sua carreira.

## Discografia

### Álbuns originais
- 1972 The Blues Ain't Nothin'  (Black and Blue)
- 1973 Cold Storage (Black and Blue)
- 1973 Sings Louis Jordan (Black and Blue)
- 1973 Drifter Rides Again (Barclay)
- 1974 Gate's on the Heat (Barclay)
- 1974 Down South in Bayou Country (Barclay)
- 1975 Bogalusa Boogie Man (Barclay)
- 1976 Blackjack (Music Is Medicine)
- 1977 Heatwave (com Lloyd Glenn) (Black and Blue)
- 1979 Makin' Music (com Roy Clark) (One Way)
- 1981 Alright Again! (Rounder)
- 1982 One More Mile (Rounder)
- 1986 Real Life (Rounder)
- 1989 Standing My Ground (Alligator)
- 1992 No Looking Back (Alligator)
- 1994 The Man (Verve/Gitanes)
- 1996 Long Way Home (Verve/Gitanes)
- 1997 Gate Swings (Verve/Gitanes)
- 1999 American Music, Texas Style (Verve/Blue Thumb)
- 2001 Back to Bogalusa (Verve/Gitanes)
- 2004 Timeless (Hightone)

### Coletâneas ebootlegs
- 1974 San Antonio Ballbuster (Red Lightnin') Peacock recordings
- 1983 Atomic Energy (Blues Boy) Peacock recordings
- 1985 Pressure Cooker (Alligator) Black and Blue recordings
- 1985 More Stuff (Black and Blue) Black and Blue recordings
- 1987 Texas Swing (Rounder) Rounder recordings
- 1989 Hot Times Tonight (P-Vine) various recordings of the 1960-70s
- 1990 The Original Peacock Recordings (Rounder) Peacock recordings
- 1993 Just Got Lucky (Evidence Music) Black and Blue recordings
- 1994 Live (Charly) Gravações ao vivo não lançadas
- 1995 The Best of Clarence Gatemouth Brown, A Blues Legend (Verve) Barclay recordings
- 1999 Okie Dokie Stomp (Bullseye Blues & Jazz) Rounder recordings
- 1999 Guitar in My Hand (Catfish) Aladdin & Peacock recordings
- 1999 Hot Club Drive (P-Vine) Black and Blue recordings
- 1999 The Blues Ain't Nothing (P-Vine) Black and Blue recordings
- 2000 Okie Dokie (AIM) various recordings of the 1960s
- 2002 "Gatemouth" Brown: 1947–1951 (Classics) Aladdin & Peacock recordings
- 2003 Clarence Gatemouth Brown: In Concert (DVD)
- 2005 "Gatemouth" Brown: 1952–1954 (Classics) Peacock recordings

### Participações
- 2003  Johnny's Blues: A Tribute To Johnny Cash (Northern Blues Music)[6]
- 2004 Lightnin' in a Bottle - Antoine Fuqua's documentary on the blues, shot at Radio City Music Hall in New York City.